# Istituto Ramazzini

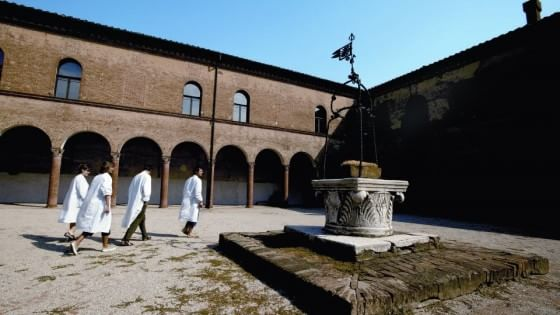
Il centro di ricerca dell'Istituto Ramazzini, all'interno del Castello di Bentivoglio (BO)

L'Istituto Ramazzini è un centro per la ricerca indipendente e la prevenzione del cancro e delle malattie di origine ambientale. Con oltre 200 composti studiati per la loro cancerogenicità, ha condotto importanti ricerche assieme all'US National Toxicology Program.

## Struttura
L'Istituto Ramazzini prende il nome dal fondatore della medicina del lavoro Bernardino Ramazzini, è una cooperativa sociale ONLUS fondata nel 1987 da Cesare Maltoni e Luigi Orlandi che attualmente conta circa 25 000 soci e 32 sezioni soci nel territorio nazionale. Le strutture dell'Istituto Ramazzini comprendono il Centro di Ricerca sul Cancro Cesare Maltoni di Bentivoglio (BO), il Poliambulatorio di Prevenzione Oncologica di Bologna e Centro Clinico di Prevenzione Oncologica di Ozzano dell'Emilia (BO).
Il Centro di Ricerca sul Cancro fondato da Maltoni e al 2025 una delle più grandi cooperative sociali italiane nel campo della ricerca che conta più di 40.000 soci.

## Studi effettuati

### Plastiche
I primi studi di Cesare Maltoni presso il Centro di Ricerca di Bentivoglio, ora a lui intitolato, riguardarono il cloruro di vinile monomero (CVM), un monomero largamente utilizzato tuttora nella produzione della plastica, che si dimostra un potente cancerogeno. Il modello sperimentale utilizzato da Maltoni negli studi sul cloruro di vinile diventa un riferimento per gli studi di cancerogenesi ambientale. Successivamente il centro di ricerca dimostrerà, utilizzando lo stesso modello sperimentale, la cancerogenicità dello stirene e dell'acrilonitrile, altri due monomeri plastici di larghissimo utilizzo. Recentemente vengono dimostrati gli effetti di alterazioni endocrina, in particolare a carico della ghiandola mammaria, dovuti a bassissime dosi di ftalati.

### Carburanti e idrocarburi
Negli anni '80 viene dimostrato dagli studi del Prof. Maltoni che il benzene è un cancerogeno multipotente, ovvero capace di indurre tumori in diversi tessuti ed organi. Successivamente viene dimostrata sperimentalmente la cancerogenicità di diversi carburanti per automobili e dei loro componenti: benzina (con piombo), benzina verde (senza piombo), gasolio (diesel), cherosene, toluene e xilene. Negli anni '90, MTBE ed ETBE, due additivi usati nelle benzine, vengono anch'essi dimostrati come cancerogeni sperimentali. Negli stessi anni venogno studiati altri due sostanze di larghissimo consumo, la formaldeide e l'acetaldeide, ed entrambe si dimostrano cancerogene sperimentali.

### Amianto e fibre minerali
L'Istituto Ramazzini ha documentato la cancerogenicità di tutte le fibre di amianto ed ha raccolto un'ampia coorte di pazienti che hanno sviluppato diversi tipi di tumori correlati all'esposizione ad amianto, in particolare sui luoghi di lavoro. L'Istituto Ramazzini ha evidenziato inoltre la cancerogenicità dell'erionite e della fluoro-edenite, studiata in collaborazione con l'Istituto Superiore di Sanità', che è un anfibolo presente in altissime concentrazioni nelle zone di Biancavilla in Sicilia dove era stato riscontrato un eccesso di mesoteliomi polmonari.

### Dolcificanti artificiali
L'Istituto Ramazzini ha evidenziato la cancerogenicità dell'aspartame nel suo modello sperimentale. Nel 2013 EFSA ha rivalutato il profilo di sicurezza dell'aspartame, determinando che agli attuali livelli espositivi esso non presenti alcun pericolo per la salute.